# 弗里德利 (明尼蘇達州)
弗里德利（英語：Fridley）是一個位於美國明尼蘇達州安諾卡縣的城市。

## 人口
根據2020年美國人口普查的數據，弗里德利的面積為28.18平方千米，當中陸地面積為26.32平方千米，而水域面積為1.86平方千米。當地共有人口29590人，而人口密度為每平方千米1,050人。